# GW170608
GW170608 là một tín hiệu sóng hấp dẫn được ghi nhận vào ngày 8 tháng 6 năm 2017 lúc 02:01:16.49 UTC bởi hai trạm quan sát Advanced LIGO. Tín hiệu phát ra từ quá trình sáp nhập của hai hố đen với khối lượng {\displaystyle 12_{-2}^{+7}\,M_{\odot }} và {\displaystyle 7_{-2}^{+2}\,M_{\odot }}. Hố đen hình thành sau sáp nhập có khối lượng khoảng 18 lần khối lượng Mặt Trời. Khoảng 1 lần khối lượng Mặt Trời được chuyển đổi thành dạng năng lượng mang đi bởi sóng hấp dẫn.

## Phát hiện sự kiện
Tín hiệu đã không được phần mềm phân tích phát hiện một cách tự động, khi lúc đó thiết bị ở trạm Hanford đang trải qua kiểm định ở một số tần số và dữ liệu từ thiết bị đã không được phân tích. Tín hiệu ban đầu được nhận ra bằng cách kiểm tra hình ảnh từ dữ liệu của trạm Livingston. Sau đó các nhà khoa học lần tìm lại dữ liệu ở trạm Hanford để tìm dấu vết trùng khớp ở thời điểm xảy ra. Các kiểm tra sau đó xác định rằng các kiểm định ở thiết bị của trạm Hanford không làm ảnh hưởng đến chất lượng dữ liệu thu được tín hiệu của trạm Hanford.

## Thông báo
Đây là tín hiệu SHD đầu tiên mà sự thông báo phát hiện ra được đăng trên ấn bản điện tử arXiv trước khi bài báo khoa học được đăng chính thức trên một tạp chí uy tín.
Các hệ quả của thuyết tương đối rộng đều vượt qua các kiểm nghiệm từ dữ liệu thu được của tín hiệu sóng hấp dẫn GW170608.